# Kostel Nejsvětější Trojice (Klimkovice)
Kostel Nejsvětější Trojice byl postaven v období 1525–1529 stojí v katastrálním území Klimkovice v okrese Ostrava-město. Byl v roce 1966 zapsán do Ústředního seznamu kulturních památek České republiky. Součástí kulturní památky je areál, kostel a socha svatého Jana Nepomuckého z roku 1736.

## Historie
Kostel nechal v letech 1525–1529 postavit na malé vyvýšenině západně od centra Klimkovic pro katolické věřící majitel klimkovického panství Hynek I. z Vrbna. V té době dřevěný kostel svaté Kateřiny byl v rukou evangelických věřících. V dalším období byl kostel střídavě majetkem evangelíků či katolíků. V roce 1681 majitelé panství Wlcz(e)kové stanovili kostel sv. Kateřiny za farní a kostel Nejsvětější Trojice byl dán do rukou evangelíkům. V roce 1766 byl ke kostelu přemístěn hřbitov z centra Klimkovic a kostel Nejsvětější Trojice se stal kostelem hřbitovním. V druhé polovině 18. století, v roce 1805, v devadesátých letech 19. století a v roce 1934 byl kostel stavebně upravován. V roce 1973 bylo ukončeno pohřbívání a následně byl prostor hřbitova upraven jako park. Kostel byl opraven a je občas využíván ke koncertům a výstavám městem Klimkovice.

### Křížová cesta
V únoru 2017 byla nalezena za krovy kostela série jedenácti grafik Křížové cesty asi z 18. století. Autorem je pravděpodobně Johann Rugendas z tiskařského a malířského rodu Rugendasů z německého Augšpurku. Grafiky jsou zasazeny v rámech s ozdobným rokajovým dekorem. Rokaje jsou provedeny z pálené hlíny a glazované. Restaurování série grafik zabezpečila Univerzita v Pardubicích, fakulta restaurování za finanční podpory Moravskoslezského kraje. Náklady na restaurování byly ve výši 161 000 Kč. V roce 2019 byla křížová cesta umístěna na stěny lodi jako trvalý inventář.

## Popis
Kostel je renesanční jednolodní orientovaná stavba na půdorysu obdélníku uzavřena trojbokým kněžištěm k němuž ze severní strany přiléhá sakristie. Dvouhřebenová sedlová střecha s valbami nad kněžištěm je krytá břidlicí. Na hřebeni střechy kněžiště je sanktusník s stanovou střechou. Hladké průčelí lodi a závěru je členěno opěrnými pilíři, podélnými okny, která mají půlkruhový záklenek a průběžnou profilovanou římsou. Západní průčelí je prolomeno vstupním portálem se segmentovým záklenkem a nad korunní římsou je vysoký zděný trojúhelníkový štít.
Kostel má trámový strop s malovaným podhledem. V západní části je kruchta. 

## Socha svatého Jana Nepomuckého
Socha světce pochází z roku 1736 a je provedena z pískovce. Na malém soklu stojí hranolový podstavec zdobený na bocích protáhlými volutami a ukončený masívní římsou. Socha světce je esovitě prohnutá v tradičním bohatě řaseném rouchu. V náručí drží kříž. Hlavu světce kryje kvadrátek a kovová svatozář s hvězdami. Na čele podstavce je  nápis s chronogramem:
| „ | Ex / Voto / gLorIoso/ tUteLarI / et / ferVent / bonI / noMInIs/ aDVoCato | “ |